# Schweizer Parlamentswahlen 1902/Resultate Nationalratswahlen

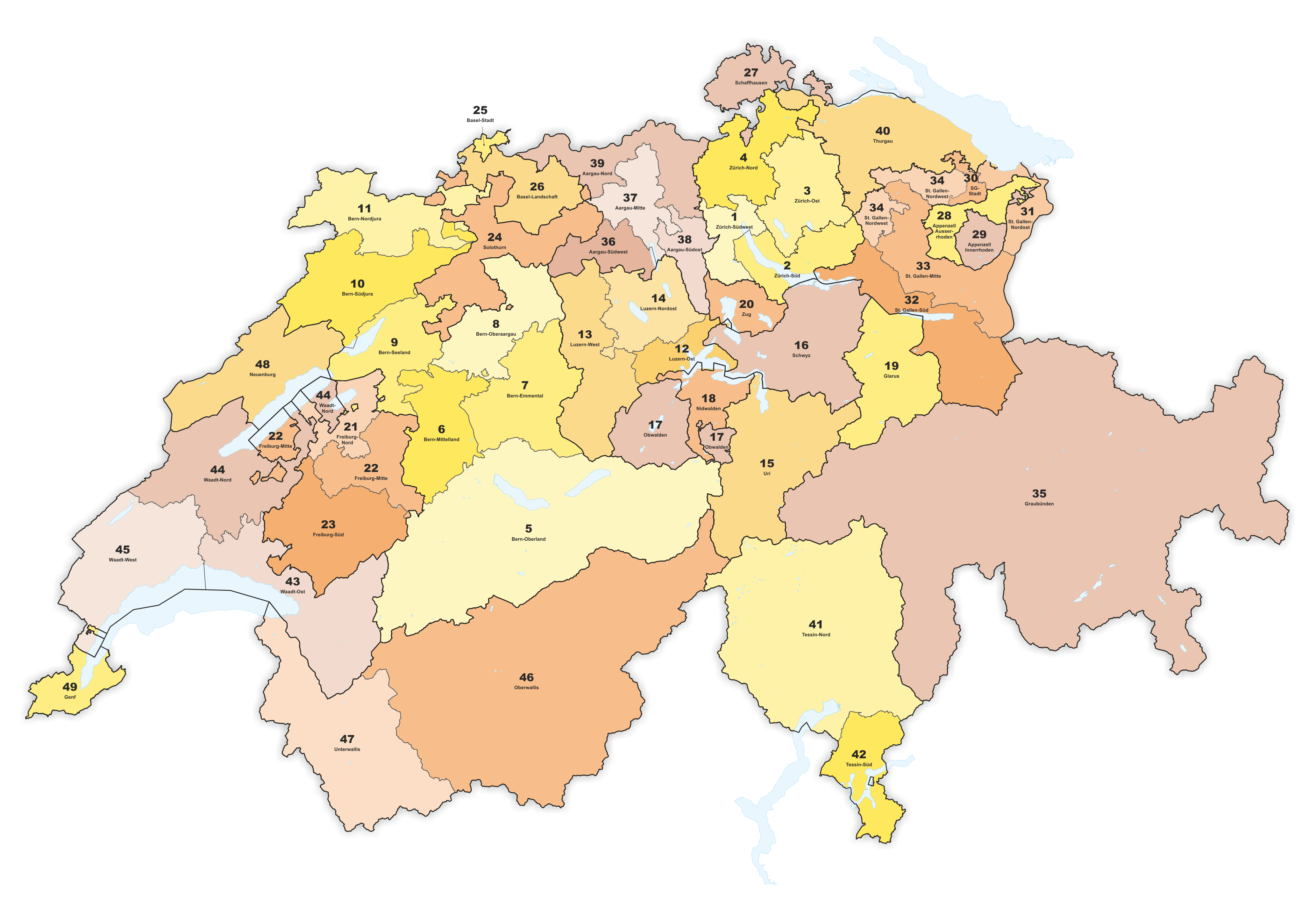
Nationalratswahlkreise von 1902 bis 1911

Die Nationalratswahlen der 19. Legislaturperiode fanden am 26. Oktober 1902 statt. Neu zu besetzen waren 167 Sitze im schweizerischen Nationalrat (20 mehr als zuvor). Auf dieser Seite findet sich eine Übersicht über die detaillierten Resultate in den Kantonen.

## Erklärungen
Wie bei allen Wahlen vor der Einführung des heute üblichen Proporzwahlrechts im Jahr 1919 gelangte das Majorzwahlrecht zur Anwendung. Das Land war zu diesem Zweck in 49 unterschiedlich grosse Nationalratswahlkreise unterteilt, in denen ein bis neun Sitze zu vergeben waren. Angewendet wurde die so genannte romanische Mehrheitswahl, bei der ein Kandidat die absolute Mehrheit der abgegebenen Stimmen benötigte, um gewählt zu werden. Jeder Wähler hatte so viele Stimmen, wie Sitze zu vergeben waren.
- Wahlkreis: Die Wahlkreise waren fortlaufend nummeriert, geordnet nach der Reihenfolge der Kantone in der schweizerischen Bundesverfassung. Aufgrund der wechselnden Anzahl Wahlkreise im Laufe der Jahre erhielten manche mehrmals eine neue Nummer. Deshalb besitzen die weiterführenden Artikel ein Lemma mit einer inoffiziellen geographischen Bezeichnung.
- Gewählte Kandidaten sind fett markiert, nicht gewählte Kandidaten sind kursiv markiert

## Parteien
Eine Zuordnung von Kandidaten zu Parteien und politischen Gruppierungen ist (mit Ausnahme der Freisinnigen und Sozialdemokraten) nur bedingt möglich, da sie nicht auf offiziellen Parteilisten kandidierten. Der politischen Wirklichkeit des frühen 20. Jahrhunderts entsprechend kann man eher von Parteiströmungen oder -richtungen sprechen. Die verwendeten Parteibezeichnungen sind daher eine ideologische Einschätzung.
- FDP = Freisinnig-Demokratische Partei
- LM = Liberale Mitte (Liberale, Mitte, Liberaldemokraten)
- KK = Katholisch-Konservative
- ER = Evangelische Rechte (evangelische/reformierte Konservative)
- DL = Demokratische Linke (sozialpolitische Gruppe, Demokraten)
- SP = Sozialdemokratische Partei
- BAB = Bauern- und Arbeiterbund (zur SP-Fraktion gehörend)
- BVP = Bernische Volkspartei

## Ergebnisse der Nationalratswahlen

### Kanton Aargau (10 Sitze)
| Wahlkreis | Sitze | Datum            | Wahlbe- rechtigte | Anzahl Wählende | Wahlbe- teiligung | Gewählte und Nichtgewählte                                               | Partei    | Stimmen                     | Anteil                      |
| --------- | ----- | ---------------- | ----------------- | --------------- | ----------------- | ------------------------------------------------------------------------ | --------- | --------------------------- | --------------------------- |
| Nr. 36    | 3     | 26. Oktober 1902 | 11 425            | 9 278           | 81,2 %            | Arnold Künzli Johann Rudolf Suter Jakob Lüthy                            | FDP FDP   | 08 105 08 009 07 561        | 95,8 % 94,7 % 89,4 %        |
| Nr. 37    | 3     | 26. Oktober 1902 | 12 538            | 9 907           | 79,0 %            | Max Alphonse Erismann Conradin Zschokke Hans Müri                        | FDP FDP   | 07 670 07 475 07 391        | 91,8 % 89,5 % 88,5 %        |
| Nr. 38    | 1     | 26. Oktober 1902 | 6 050             | 3 846           | 63,6 %            | Jakob Nietlispach                                                        | KK        | 03 200                      | 93,4 %                      |
| Nr. 39    | 3     | 26. Oktober 1902 | 15 667            | 13 180          | 84,1 %            | Emil Albert Baldinger Franz Xaver Eggspühler Joseph Jäger Wilhelm Renold | LM KK FDP | 11 266 10 670 06 609 05 848 | 89,5 % 84,8 % 52,5 % 46,5 % |

### Kanton Appenzell Ausserrhoden (3 Sitze)
| Wahlkreis | Sitze | Datum            | Wahlbe- rechtigte | Anzahl Wählende | Wahlbe- teiligung | Gewählte und Nichtgewählte                                                 | Partei     | Stimmen                 | Anteil                      |
| --------- | ----- | ---------------- | ----------------- | --------------- | ----------------- | -------------------------------------------------------------------------- | ---------- | ----------------------- | --------------------------- |
| Nr. 28    | 3     | 26. Oktober 1902 | 13 341            | 9 164           | 68,7 %            | Arthur Eugster Johann Jakob Sonderegger Johann Konrad Eisenhut Jakob Hertz | FDP FDP SP | 8 141 7 232 6 688 1 511 | 93,9 % 83,4 % 77,1 % 17,4 % |

### Kanton Appenzell Innerrhoden (1 Sitz)
| Wahlkreis | Sitze | Datum            | Wahlbe- rechtigte | Anzahl Wählende | Wahlbe- teiligung | Gewählte und Nichtgewählte | Partei | Stimmen | Anteil |
| --------- | ----- | ---------------- | ----------------- | --------------- | ----------------- | -------------------------- | ------ | ------- | ------ |
| Nr. 29    | 1     | 26. Oktober 1902 | 2 891             | 2 300           | 79,6 %            | Karl Justin Sonderegger    | LM     | 1 750   | 80,8 % |

### Kanton Basel-Landschaft (3 Sitze)
| Wahlkreis | Sitze | Datum            | Wahlbe- rechtigte | Anzahl Wählende | Wahlbe- teiligung | Gewählte und Nichtgewählte                  | Partei      | Stimmen           | Anteil               |
| --------- | ----- | ---------------- | ----------------- | --------------- | ----------------- | ------------------------------------------- | ----------- | ----------------- | -------------------- |
| Nr. 26    | 3     | 26. Oktober 1902 | 14 119            | 3 839           | 27,2 %            | Jakob Buser Johannes Suter Stephan Gschwind | FDP FDP BAB | 3 463 3 443 3 195 | 93,3 % 92,7 % 86,0 % |

### Kanton Basel-Stadt (6 Sitze)
| Wahlkreis | Sitze | Datum                          | Wahlbe- rechtigte | Anzahl Wählende | Wahlbe- teiligung | Gewählte und Nichtgewählte | Partei                            | Stimmen                                                     | Anteil                                                                |
| --------- | ----- | ------------------------------ | ----------------- | --------------- | ----------------- | --- | --------------------------------- | ----------------------------------------------------------- | --------------------------------------------------------------------- |
| Nr. 25    | 6     | 26. Oktober 1902               | 18 712            | 9 204           | 49,2 %            | Paul Speiser Heinrich David Isaak Iselin-Sarasin Johann Emil Müry Wilhelm Heusler Otto Zoller Alfred Brüstlein Louis Dietrich Wilhelm Arnold Ernst Feigenwinter | LM FDP LM FDP LM FDP SP FDP SP KK | 4 378 4 233 4 086 3 555 3 370 3 217 2 598 2 553 2 161 2 026 | 47,7 % 46,1 % 44,5 % 38,7 % 36,7 % 35,0 % 28,3 % 27,8 % 23,5 % 22,0 % |
| Nr. 25    | 6     | 2. November 1902 (2. Wahlgang) | 18 712            | 10 006          | 53,5 %            | Heinrich David Paul Speiser Isaak Iselin-Sarasin Johann Emil Müry Alfred Brüstlein Otto Zoller Wilhelm Heusler Louis Dietrich Wilhelm Arnold Ernst Feigenwinter | FDP LM FDP SP FDP LM FDP SP KK    | 5 060 5 038 4 734 4 604 3 834 3 504 3 308 2 842 2 404 1 964 | 50,5 % 50,3 % 47,3 % 46,0 % 38,3 % 35,0 % 33,0 % 28,4 % 24,0 % 19,6 % |

### Kanton Bern (29 Sitze)
| Wahlkreis | Sitze | Datum                          | Wahlbe- rechtigte | Anzahl Wählende | Wahlbe- teiligung | Gewählte und Nichtgewählte                                                                                       | Partei            | Stimmen                                   | Anteil                                           |
| --------- | ----- | ------------------------------ | ----------------- | --------------- | ----------------- | --- | ----------------- | ----------------------------------------- | ------------------------------------------------ |
| Nr. 5     | 5     | 26. Oktober 1902               | 23 797            | 12 688          | 53,3 %            | Arnold Gottlieb Bühler Matthäus Zurbuchen Johann Jakob Rebmann Johann Friedrich Michel Emil Lohner Franz Neuhaus | FDP FDP           | 9 862 9 323 8 911 8 136 6 855 5 171       | 77,4 % 73,2 % 69,9 % 63,9 % 53,8 % 40,6 %        |
| Nr. 6     | 6     | 26. Oktober 1902               | 26 708            | 12 164          | 45,5 %            | Johann Hirter Johann Jenny Edmund von Steiger Ernst Wyss Friedrich Bürgi Eugen Huber Karl Moor                   | FDP FDP ER FDP SP | 8 819 8 758 8 647 8 589 8 499 7 347 4 105 | 72,5 % 71,9 % 71,0 % 70,6 % 69,8 % 60,3 % 33,7 % |
| Nr. 7     | 4     | 26. Oktober 1902               | 17 378            | 5 882           | 33,8 %            | Fritz Zumstein Adolf Müller Fritz Bühlmann Johann Jakob Schär                                                    | FDP FDP           | 5 281 5 187 5 128 4 985                   | 89,7 % 88,1 % 87,1 % 84,7 %                      |
| Nr. 8     | 4     | 26. Oktober 1902               | 18 926            | 10 210          | 54,0 %            | Hans Dinkelmann Ulrich Dürrenmatt Arnold Gugelmann Michael Hofer Emil Moser Gustav Müller                        | FDP BVP FDP SP    | 8 793 5 758 4 751 4 739 4 579 4 229       | 86,1 % 56,3 % 46,5 % 46,4 % 44,8 % 41,4 %        |
| Nr. 8     | 4     | 5. November 1902 (2. Wahlgang) | 19 004            | 11 866          | 62,4 %            | Michael Hofer Arnold Gugelmann Gustav Müller                                                                     | FDP FDP SP        | 9 780 7 785 4 125                         | 82,4 % 65,6 % 34,7 %                             |
| Nr. 9     | 4     | 26. Oktober 1902               | 17 608            | 10 640          | 60,4 %            | Eduard Bähler Eduard Will Johannes Zimmermann Jakob Freiburghaus Gottfried Reimann                               | FDP FDP SP        | 7 847 7 220 7 137 7 086 3 716             | 70,3 % 67,8 % 67,0 % 66,4 % 34,9 %               |
| Nr. 10    | 3     | 26. Oktober 1902               | 12 979            | 4 860           | 37,4 %            | Virgile Rossel Albert Gobat Albert Locher                                                                        | FDP FDP           | 4 164 4 083 4 018                         | 92,6 % 90,8 % 89,3 %                             |
| Nr. 11    | 3     | 26. Oktober 1902               | 11 313            | 7 244           | 64,0 %            | Joseph Choquard Ernest Daucourt Louis Joliat Gottfried Reimann                                                   | KK KK FDP SP      | 6 374 4 429 4 338 0 835                   | 87,9 % 61,1 % 59,8 % 11,5 %                      |

### Kanton Freiburg (6 Sitze)
| Wahlkreis | Sitze | Datum            | Wahlbe- rechtigte | Anzahl Wählende | Wahlbe- teiligung | Gewählte und Nichtgewählte           | Partei | Stimmen     | Anteil        |
| --------- | ----- | ---------------- | ----------------- | --------------- | ----------------- | ------------------------------------ | ------ | ----------- | ------------- |
| Nr. 21    | 2     | 26. Oktober 1902 | 9 273             | 3 679           | 39,7 %            | Louis de Diesbach Constant Dinichert | KK FDP | 3 339 3 329 | 93,2 % 92,9 % |
| Nr. 22    | 2     | 26. Oktober 1902 | 10 078            | 3 614           | 35,9 %            | Aloys Bossy Vincent Gottofrey        | KK KK  | 3 460 3 460 | 97,6 % 97,6 % |
| Nr. 23    | 2     | 26. Oktober 1902 | 11 263            | 4 290           | 38,1 %            | Alphonse Théraulaz Eugène Grand      | KK KK  | 4 158 4 121 | 97,3 % 96,5 % |

### Kanton Genf (7 Sitze)
| Wahlkreis | Sitze | Datum                          | Wahlbe- rechtigte | Anzahl Wählende | Wahlbe- teiligung | Gewählte und Nichtgewählte | Partei               | Stimmen                                                                             | Anteil                                                                              |
| --------- | ----- | ------------------------------ | ----------------- | --------------- | ----------------- | --- | -------------------- | ----------------------------------------------------------------------------------- | ----------------------------------------------------------------------------------- |
| Nr. 49    | 7     | 26. Oktober 1902               | 24 344            | 14 642          | 60,1 %            | Alfred Vincent Henri Fazy Gustave Ador Édouard Odier Jacques Rutty Marc-Joseph Bonnet Théodore Fontana Marc-Eugène Ritzchel Jules Perréard Moïse Duboule Jean Sigg Alexandre Triquet | FDP FDP LM KK FDP SP | 11 210 11 108 07 299 07 272 06 996 06 988 06 869 05 133 05 051 04 992 03 386 03 120 | 77,5 % 76,8 % 50,4 % 50,2 % 48,3 % 48,3 % 47,4 % 35,4 % 34,9 % 34,5 % 23,4 % 21,5 % |
| Nr. 49    | 7     | 8. November 1902 (2. Wahlgang) | 24 610            | 12 689          | 51,6 %            | Marc-Joseph Bonnet Jacques Rutty Théodore Fontana Marc-Eugène Ritzchel Jules Perréard Moïse Duboule                                                                                  | LM LM KK FDP         | 07 039 07 022 06 817 05 292 05 196 05 148                                           | 55,4 % 55,3 % 53,7 % 41,7 % 40,9 % 40,5 %                                           |

### Kanton Glarus (2 Sitze)
| Wahlkreis | Anzahl Sitze | Datum            | Wahlbe- rechtigte | Anzahl Wählende | Wahlbe- teiligung | Gewählte und Nichtgewählte                | Partei    | Stimmen           | Anteil               |
| --------- | ------------ | ---------------- | ----------------- | --------------- | ----------------- | ----------------------------------------- | --------- | ----------------- | -------------------- |
| Nr. 19    | 2            | 26. Oktober 1902 | 8 280             | 4 788           | 57,8 %            | Eduard Blumer Rudolf Gallati Studer-Jenny | DL FDP DL | 4 057 2 613 1 412 | 89,9 % 57,9 % 31,3 % |

### Kanton Graubünden (5 Sitze)
| Wahlkreis | Sitze | Datum            | Wahlbe- rechtigte | Anzahl Wählende | Wahlbe- teiligung | Gewählte und Nichtgewählte                                                                            | Partei        | Stimmen                                   | Anteil                                    |
| --------- | ----- | ---------------- | ----------------- | --------------- | ----------------- | --- | ------------- | ----------------------------------------- | ----------------------------------------- |
| Nr. 35    | 5     | 26. Oktober 1902 | 24 448            | 15 722          | 64,3 %            | Johann Anton Caflisch Andrea Vital Eduard Walser Alfred von Planta Caspar Decurtins Placidus Plattner | FDP FDP ER KK | 11 877 11 509 11 283 09 581 07 898 05 708 | 78,3 % 75,8 % 74,4 % 63,1 % 52,0 % 37,6 % |

### Kanton Luzern (7 Sitze)
| Wahlkreis | Sitze | Datum                          | Wahlbe- rechtigte | Anzahl Wählende | Wahlbe- teiligung | Gewählte und Nichtgewählte                                                         | Partei        | Stimmen                             | Anteil                                    |
| --------- | ----- | ------------------------------ | ----------------- | --------------- | ----------------- | ---------------------------------------------------------------------------------- | ------------- | ----------------------------------- | ----------------------------------------- |
| Nr. 12    | 3     | 26. Oktober 1902               | 12 743            | 9 360           | 73,5 %            | Peter Knüsel Hermann Heller Franz Bucher Caspar Kopp Josef Fellmann Josef Albisser | FDP FDP KK SP | 4 856 4 751 4 461 2 849 2 688 2 278 | 52,1 % 51,0 % 47,9 % 30,6 % 28,8 % 24,4 % |
| Nr. 12    | 3     | 9. November 1902 (2. Wahlgang) | 12 770            | 4 119           | 32,3 %            | Franz Bucher                                                                       | FDP           | 3 773                               | 95,0 %                                    |
| Nr. 13    | 2     | 26. Oktober 1902               | 10 983            | 3 610           | 32,9 %            | Candid Hochstrasser Theodor Schmid                                                 | KK KK         | 3 496 3 464                         | 97,7 % 96,8 %                             |
| Nr. 14    | 2     | 26. Oktober 1902               | 12 250            | 3 812           | 31,1 %            | Josef Anton Schobinger Dominik Fellmann                                            | KK KK         | 3 652 3 590                         | 97,5 % 95,8 %                             |

### Kanton Neuenburg (6 Sitze)
| Wahlkreis | Sitze | Datum                          | Wahlbe- rechtigte | Anzahl Wählende | Wahlbe- teiligung | Gewählte und Nichtgewählte | Partei                      | Stimmen                                                        | Anteil                                                         |
| --------- | ----- | ------------------------------ | ----------------- | --------------- | ----------------- | --- | --------------------------- | -------------------------------------------------------------- | -------------------------------------------------------------- |
| Nr. 48    | 6     | 26. Oktober 1902               | 29 898            | 17 534          | 58,7 %            | Louis-Alexandre Martin Paul-Ernest Mosimann Jules-Albert Piguet Jules Calame Louis Perrier Frédéric Soguel David Perret Otto de Dardel Jacob Schweizer | FDP FDP LM FDP unabh. LM SP | 11 637 11 317 11 057 07 532 07 384 06 731 05 221 05 209 04 785 | 67,0 % 65,2 % 63,7 % 43,3 % 42,5 % 38,7 % 30,0 % 30,0 % 27,5 % |
| Nr. 48    | 6     | 2. November 1902 (2. Wahlgang) | 30 241            | 17 028          | 56,5 %            | Jules Calame Louis Perrier Frédéric Soguel David Perret                                                                                                | LM FDP unabh.               | 08 860 08 638 07 892 04 019                                    | 51,8 % 50,5 % 46,2 % 23,5 %                                    |

### Kanton Nidwalden (1 Sitz)
| Wahlkreis | Sitze | Datum            | Wahlbe- rechtigte | Anzahl Wählende | Wahlbe- teiligung | Gewählte und Nichtgewählte | Partei | Stimmen | Anteil |
| --------- | ----- | ---------------- | ----------------- | --------------- | ----------------- | -------------------------- | ------ | ------- | ------ |
| Nr. 18    | 1     | 26. Oktober 1902 | 3 069             | 894             | 29,1 %            | Karl Niederberger          | KK     | 793     | 93,0 % |

### Kanton Obwalden (1 Sitz)
| Wahlkreis | Anzahl Sitze | Datum            | Wahlbe- rechtigte | Anzahl Wählende | Wahlbe- teiligung | Gewählte und Nichtgewählte | Partei | Stimmen | Anteil |
| --------- | ------------ | ---------------- | ----------------- | --------------- | ----------------- | -------------------------- | ------ | ------- | ------ |
| Nr. 17    | 1            | 26. Oktober 1902 | 3 944             | 843             | 21,4 %            | Peter Anton Ming           | KK     | 793     | 95,6 % |

### Kanton Schaffhausen (2 Sitze)
| Wahlkreis | Sitze | Datum            | Wahlbe- rechtigte | Anzahl Wählende | Wahlbe- teiligung | Gewählte und Nichtgewählte   | Partei  | Stimmen     | Anteil        |
| --------- | ----- | ---------------- | ----------------- | --------------- | ----------------- | ---------------------------- | ------- | ----------- | ------------- |
| Nr. 27    | 2     | 26. Oktober 1902 | 8 642             | 7 417           | 85,8 %            | Robert Grieshaber Carl Spahn | FDP FDP | 5 618 5 459 | 96,5 % 93,7 % |

### Kanton Schwyz (3 Sitze)
| Wahlkreis | Sitze | Datum            | Wahlbe- rechtigte | Anzahl Wählende | Wahlbe- teiligung | Gewählte und Nichtgewählte                                         | Partei | Stimmen           | Anteil               |
| --------- | ----- | ---------------- | ----------------- | --------------- | ----------------- | ------------------------------------------------------------------ | ------ | ----------------- | -------------------- |
| Nr. 16    | 3     | 26. Oktober 1902 | 13 350            | 3 375           | 25,3 %            | Josef Anton Ferdinand Büeler Vital Schwander sr. Nikolaus Benziger | KK KK  | 3 215 3 213 3 168 | 97,0 % 96,9 % 95,6 % |

### Kanton Solothurn (5 Sitze)
| Wahlkreis | Sitze | Datum            | Wahlbe- rechtigte | Anzahl Wählende | Wahlbe- teiligung | Gewählte und Nichtgewählte                                                                                  | Partei    | Stimmen                                          | Anteil                                           |
| --------- | ----- | ---------------- | ----------------- | --------------- | ----------------- | --- | --------- | ------------------------------------------------ | ------------------------------------------------ |
| Nr. 24    | 5     | 26. Oktober 1902 | 23 519            | 17 335          | 73,7 %            | Franz Josef Hänggi Jakob Zimmermann Albert Brosi Wilhelm Vigier Eduard Bally Wilhelm Fürholz Eduard Kessler | KK FDP SP | 15 617 15 449 14 963 12 819 12 589 03 571 03 325 | 91,0 % 90,1 % 87,2 % 74,7 % 73,4 % 20,8 % 19,3 % |

### Kanton St. Gallen (13 Sitze)
| Wahlkreis | Sitze | Datum                          | Wahlbe- rechtigte | Anzahl Wählende | Wahlbe- teiligung | Gewählte und Nichtgewählte                                                     | Partei        | Stimmen                     | Anteil                      |
| --------- | ----- | ------------------------------ | ----------------- | --------------- | ----------------- | ------------------------------------------------------------------------------ | ------------- | --------------------------- | --------------------------- |
| Nr. 30    | 3     | 26. Oktober 1902               | 11 894            | 9 824           | 82,6 %            | Karl Emil Wild J. A. Scherrer-Füllemann Paul Brandt Albert Mächler             | FDP DL SP FDP | 08 952 08 514 04 731 04 563 | 94,1 % 89,5 % 49,7 % 47,9 % |
| Nr. 30    | 3     | 9. November 1902 (2. Wahlgang) | 11 785            | 10 427          | 88,5 %            | Paul Brandt Albert Mächler                                                     | SP FDP        | 05 108 05 070               | 50,0 % 49,6 %               |
| Nr. 31    | 3     | 26. Oktober 1902               | 11 933            | 10 299          | 86,3 %            | Johann Gebhard Lutz Heinrich Scherrer Johann Jakob Gächter Johann Caspar Glinz | KK SP KK FDP  | 09 199 09 145 05 592 04 500 | 91,8 % 91,3 % 55,8 % 44,9 % |
| Nr. 32    | 2     | 26. Oktober 1902               | 9 999             | 7 457           | 74,6 %            | Johann Baptist Schubiger Ferdinand Hidber                                      | KK KK         | 05 775 05 662               | 95,0 % 93,1 %               |
| Nr. 33    | 3     | 26. Oktober 1902               | 15 755            | 13 341          | 84,7 %            | Carl Hilty Ernst Wagner Johann Jakob Bösch Eduard Steiger                      | FDP FDP DL    | 12 158 12 069 08 195 04 442 | 95,2 % 94,5 % 64,2 % 34,8 % |
| Nr. 34    | 2     | 26. Oktober 1902               | 8 689             | 7 111           | 81,8 %            | Othmar Staub Thomas Holenstein sr.                                             | KK KK         | 05 877 05 738               | 92,3 % 90,1 %               |

### Kanton Tessin (7 Sitze)
| Wahlkreis | Sitze | Datum                          | Wahlbe- rechtigte | Anzahl Wählende | Wahlbe- teiligung | Gewählte und Nichtgewählte                                                  | Partei            | Stimmen                       | Anteil                             |
| --------- | ----- | ------------------------------ | ----------------- | --------------- | ----------------- | --------------------------------------------------------------------------- | ----------------- | ----------------------------- | ---------------------------------- |
| Nr. 41    | 4     | 26. Oktober 1902               | 18 876            | 9 714           | 51,5 %            | Achille Borella Giovanni Lurati Emilio Censi Antonio Soldini Romeo Manzoni  | FDP KK FDP sonst. | 4 403 4 290 4 126 3 773 2 917 | 45,3 % 44,2 % 42,5 % 38,8 % 30,0 % |
| Nr. 41    | 4     | 9. November 1902 (2. Wahlgang) | 18 671            | 10 905          | 58,4 %            | Giovanni Lurati Achille Borella Emilio Censi Antonio Soldini Romeo Manzoni  | KK FDP sonst.     | 4 403 4 290 4 126 3 773 2 917 | 45,3 % 44,2 % 42,5 % 38,8 % 30,0 % |
| Nr. 42    | 3     | 26. Oktober 1902               | 21 357            | 8 349           | 39,1 %            | Alfredo Pioda Giuseppe Stoffel Giuseppe Motta Romeo Manzoni Francesco Balli | FDP FDP KK sonst. | 4 042 3 881 3 228 1 077 0 811 | 46,7 % 44,8 % 37,3 % 12,4 % 09,3 % |
| Nr. 42    | 3     | 9. November 1902 (2. Wahlgang) | 21 111            | 8 842           | 41,9 %            | Alfredo Pioda Giuseppe Stoffel Giuseppe Motta Romeo Manzoni Brenno Bertoni  | FDP FDP KK sonst. | 4 319 4 225 3 712 1 028 0 961 | 52,6 % 51,5 % 45,2 % 12,5 % 11,7 % |

### Kanton Thurgau (6 Sitze)
| Wahlkreis | Sitze | Datum            | Wahlbe- rechtigte | Anzahl Wählende | Wahlbe- teiligung | Gewählte und Nichtgewählte | Partei           | Stimmen                                                 | Anteil                                                  |
| --------- | ----- | ---------------- | ----------------- | --------------- | ----------------- | --- | ---------------- | ------------------------------------------------------- | ------------------------------------------------------- |
| Nr. 40    | 6     | 26. Oktober 1902 | 25 997            | 20 632          | 79,4 %            | Carl Eigenmann Emil Hofmann Johann Konrad Egloff jun. Karl Alfred Fehr Adolf Germann Jakob Müller Adolf Deucher Joseph Keller | FDP DL FDP DL KK | 18 197 18 194 18 028 17 952 17 782 10 409 05 659 03 505 | 95,4 % 95,4 % 94,5 % 94,1 % 93,2 % 54,6 % 29,6 % 18,3 % |

### Kanton Uri (1 Sitz)
| Wahlkreis | Sitze | Datum            | Wahlbe- rechtigte | Anzahl Wählende | Wahlbe- teiligung | Gewählte und Nichtgewählte | Partei | Stimmen | Anteil |
| --------- | ----- | ---------------- | ----------------- | --------------- | ----------------- | -------------------------- | ------ | ------- | ------ |
| Nr. 15    | 1     | 26. Oktober 1902 | 4 667             | 1 987           | 42,6 %            | Franz Schmid               | KK     | 1 808   | 94,9 % |

### Kanton Waadt (14 Sitze)
| Wahlkreis | Sitze | Datum            | Wahlbe- rechtigte | Anzahl Wählende | Wahlbe- teiligung | Gewählte und Nichtgewählte | Partei               | Stimmen                                               | Anteil                                                         |
| --------- | ----- | ---------------- | ----------------- | --------------- | ----------------- | --- | -------------------- | ----------------------------------------------------- | -------------------------------------------------------------- |
| Nr. 43    | 7     | 26. Oktober 1902 | 30 434            | 12 467          | 41,0 %            | Isaac Oyex Alphonse Dubuis Alois de Meuron Émile Gaudard Charles-Eugène Fonjallaz Édouard Secretan Émile Vuichoud Oscar Rapin Auguste von der Aa | FDP FDP LM FDP LM SP | 8 798 8 638 8 620 8 531 8 398 8 332 7 982 4 394 3 455 | 72,5 % 71,2 % 71,0 % 70,3 % 69,2 % 68,6 % 65,7 % 36,2 % 28,4 % |
| Nr. 44    | 4     | 26. Oktober 1902 | 22 312            | 11 410          | 51,1 %            | Camille Decoppet Ernest Rubattel Jean Cavat Jules Roulet Armand Piguet                                                                           | FDP FDP LM           | 8 371 8 317 8 169 8 103 3 659                         | 74,9 % 74,4 % 73,1 % 72,5 % 32,7 %                             |
| Nr. 45    | 3     | 26. Oktober 1902 | 16 061            | 4 882           | 30,4 %            | Juste Lagier Louis-Charles Delarageaz Henri Thélin                                                                                               | FDP LM FDP           | 4 722 4 720 4 701                                     | 97,4 % 97,3 % 97,0 %                                           |

### Kanton Wallis (6 Sitze)
| Wahlkreis | Sitze | Datum            | Wahlbe- rechtigte | Anzahl Wählende | Wahlbe- teiligung | Gewählte und Nichtgewählte                                        | Partei | Stimmen                 | Anteil                      |
| --------- | ----- | ---------------- | ----------------- | --------------- | ----------------- | ----------------------------------------------------------------- | ------ | ----------------------- | --------------------------- |
| Nr. 46    | 4     | 26. Oktober 1902 | 17 166            | 9 283           | 54,1 %            | Gustav Loretan Joseph Kuntschen sr. Raymond Evéquoz Alfred Perrig | KK KK  | 9 146 9 144 9 047 9 035 | 98,6 % 98,6 % 97,5 % 97,4 % |
| Nr. 47    | 2     | 26. Oktober 1902 | 11 627            | 4 435           | 38,1 %            | Henri Bioley Camille Défayes                                      | KK FDP | 3 806 3 426             | 86,0 % 77,4 %               |

### Kanton Zug (1 Sitz)
| Wahlkreis | Sitze | Datum            | Wahlbe- rechtigte | Anzahl Wählende | Wahlbe- teiligung | Gewählte und Nichtgewählte | Partei | Stimmen | Anteil |
| --------- | ----- | ---------------- | ----------------- | --------------- | ----------------- | -------------------------- | ------ | ------- | ------ |
| Nr. 20    | 1     | 26. Oktober 1902 | 6 412             | 1 543           | 24,1 %            | Klemens Iten               | FDP    | 1 396   | 94,0 % |

### Kanton Zürich (22 Sitze)
| Wahlkreis | Sitze | Datum                           | Wahlbe- rechtigte | Anzahl Wählende | Wahlbe- teiligung | Gewählte und Nichtgewählte | Partei                                | Stimmen | Anteil |
| --------- | ----- | ------------------------------- | ----------------- | --------------- | ----------------- | --- | ------------------------------------- | --- | --- |
| Nr. 1     | 9     | 26. Oktober 1902                | 38 262            | 20 344          | 53,2 %            | Hans Konrad Pestalozzi Jakob Vogelsanger Emil Zürcher Herman Greulich Alfred Frey Ulrich Meister jr. Jakob Amsler Albert Studler Friedrich Fritschi Heinrich Ernst Robert Seidel Josef Albisser Moritz Fähndrich Karl Manz Gottfried Wolf Ernst Feigenwinter | LM SP DL SP FDP LM DL FDP DL SP DL KK | 16 322 16 267 16 015 12 232 12 135 11 881 11 635 11 004 10 709 09 272 07 956 07 641 07 467 07 312 02 381 01 029 | 80,2 % 79,9 % 78,7 % 60,1 % 59,6 % 58,4 % 57,1 % 54,0 % 52,6 % 45,5 % 39,1 % 37,5 % 36,7 % 35,9 % 11,7 % 05,1 % |
| Nr. 2     | 5     | 26. Oktober 1902                | 22 589            | 11 984          | 53,1 %            | Johann Jakob Abegg Heinrich Hess Johann Rudolf Amsler Heinrich Berchtold Samuel Wanner Wilhelm Pfenninger Heinrich Ernst | LM DL FDP LM FDP DL SP                | 10 849 10 785 10 704 09 809 05 453 03 855 03 429                                                                | 90,5 % 89,9 % 89,3 % 81,8 % 45,5 % 32,1 % 28,6 %                                                                |
| Nr. 2     | 5     | 13. November 1902 (2. Wahlgang) | 22 535            | 13 928          | 61,8 %            | Samuel Wanner Heinrich Ernst | FDP SP                                | 08 954 04 974                                                                                                   | 64,2 % 35,7 %                                                                                                   |
| Nr. 3     | 5     | 26. Oktober 1902                | 22 729            | 11 825          | 52,0 %            | Rudolf Geilinger Emil Stadler sr. Albert Kündig Eduard Sulzer Friedrich Studer | DL FDP DL FDP SP                      | 10 001 09 738 09 707 09 379 07 067                                                                              | 84,5 % 82,3 % 82,0 % 79,3 % 59,7 %                                                                              |
| Nr. 4     | 3     | 26. Oktober 1902                | 13 954            | 9 010           | 64,6 %            | Konrad Hörni Jakob Walder Heinrich Hauser Jakob Schüepp Heinrich Kern | DL DL SP                              | 08 279 06 808 05 819 02 907 01 757                                                                              | 91,8 % 75,5 % 64,5 % 32,2 % 19,5 %                                                                              |

## Ersatzwahlen bis 1905
Aufgrund von Vakanzen während der darauf folgenden 19. Legislaturperiode fanden in neun Wahlkreisen zehn Ersatzwahlen statt.
| Wahlkreis / Kanton | Ersatz für                                 | Datum                       | Wahlbe- rechtigte | Anzahl Wählende | Wahlbe- teiligung | Gewählte und Nichtgewählte          | Partei  | Stimmen       | Anteil        |
| ------------------ | ------------------------------------------ | --------------------------- | ----------------- | --------------- | ----------------- | ----------------------------------- | ------- | ------------- | ------------- |
| Nr. 5 (BE)         | Matthäus Zurbuchen                         | 8. Februar 1903             | 23 793            | 8 346           | 35,1 %            | Johannes Ritschard                  | FDP     | 07 709        | 92,4 %        |
| Nr. 11 (BE)        | Louis Joliat                               | 14. August 1904             | 10 966            | 3 045           | 27,8 %            | Henri Simonin                       | FDP     | 02 997        | 98,4 %        |
| Nr. 15 (UR)        | Franz Schmid                               | 2. Februar 1905             | 4 790             | 3 861           | 80,6 %            | Franz Arnold Franz Muheim           | FDP KK  | 01 739 01 674 | 47,0 % 44,0 % |
| Nr. 15 (UR)        | Franz Schmid                               | 19. März 1905 (2. Wahlgang) | 4 844             | 4 350           | 89,1 %            | Gustav Muheim Franz Arnold          | KK FDP  | 02 352 01 960 | 54,1 % 45,1 % |
| Nr. 19 (GL)        | Rudolf Gallati                             | 14. August 1904             | 4 884             | 4 350           | 89,1 %            | David Legler                        | DL      | 03 121        | 94,3 %        |
| Nr. 26 (BL)        | Stephan Gschwind                           | 5. Juni 1904                | 14 323            | 4 367           | 30,5 %            | Albert Schwander Johann Adam Gysin  | DL FDP  | 03 211 01 004 | 73,5 % 22,9 % |
| Nr. 28 (AR)        | Johann Jakob Sonderegger                   | 21. Mai 1905                | 13 499            | 7 830           | 58,0 %            | Hermann Altherr Jakob Konrad Lutz   | FDP FDP | 04 944 01 071 | 63,1 % 13,7 % |
| Nr. 40 (TG)        | Johann Konrad Egloff jun. Karl Alfred Fehr | 11. Dezember 1904           | 26 514            | 19 136          | 72,2 %            | Heinrich Häberlin Alfons von Streng | FDP KK  | 18 418 17 172 | 89,7 % 57,3 % |
| Nr. 46 (VS)        | Alfred Perrig                              | 7. Februar 1904             | 17 711            | 15 346          | 86,6 %            | Heinrich von Roten Alexandre Seiler | KK KK   | 08 786 06 500 | 57,3 % 42,7 % |
| Nr. 48 (NE)        | Frédéric Soguel                            | 24. Januar 1904             | 30 427            | 5 269           | 17,3 %            | Henri Calame                        | FDP     | 05 145        | 97,7 %        |

## Quelle
- Erich Gruner: Die Wahlen in den Schweizerischen Nationalrat 1848–1919. Band 3. Francke Verlag, Bern 1978, ISBN 3-7720-1445-3, S. 261–273.